# Alison Parker Armstrong
Alison Parker, hôtesse d’accueil dans une agence de publicité, elle est la protagoniste de la série Melrose Place. La saison 1 est centrée sur sa relation avec Billy Campbell et sa découverte du monde impitoyable de la grande ville car Alison Parker est originaire d'une petite ville des États-Unis. De par sa naïveté et ses traumatismes liés à une enfance gangrenée par des chocs émotionnels, elle fait des mauvais choix au fur et à mesure des saisons. Ainsi, elle ne trouve jamais le bonheur ni dans sa vie personnelle ou professionnelle. Sa sensibilité, sa gentillesse lui feront perdre son combat contre la grande méchante Amanda Woodward. Malgré leur rivalité professionnelle ou pour gagner l'amour de Billy, Amanda et Alison auront une certaine affection l'une pour l'autre à mesure que la série progresse.
Alison laisse derrière elle une image de femme sensible, intelligente et attachante, ayant fait de mauvais choix. Elle restera  le personnage le plus attachant et le plus populaire de tout le casting de par sa gentillesse sa force et sa bonté en contradiction avec les caractéristiques des autres personnages féminins (Amanda, Sydney, Kimberly, Jane, ou même Jo) qui à un moment donné dévoileront un vice pour arriver à leurs fins.

## Caractérisation

### Origines
Le personnage d'Alison Parker a été créé par le scénariste et producteur américain Darren Star, qui s'est inspiré de ses années fac et surtout de sa meilleure amie Daphne Zuniga (qui intégrera le casting dans la deuxième partie de la saison 1. Son interprète, Courtney Thornes Smith, était en concurrence avec l'actrice Courteney Cox pour l'obtention du rôle. Dès la première scène, les autres personnages du show sont présentés par l’intermédiaire d'Alison Parker. La plupart des intrigues de la saison 1 tournent autour d'elle, il, s'agit de l’héroïne de la série.
Apprécié des critiques et des téléspectateurs, le personnage est aux centres des intrigues scénaristiques au cours des trois premières saisons. Le créateur et producteur exécutif Daren Star insistait sur le fait qu'Alison soit la protagoniste du show, le personnage central qui a les intrigues les plus importantes. Néanmoins avec le départ de Star comme showrunner, et le nombre croissant de personnage au cours de la saison 5 le rôle a perdu en puissance au niveau de la trame scénaristique.
Daren Star voulait qu'Alison représente la pureté, l'innocence et la naïveté d'une jeune femme originaire du Wisconsin qui débarque dans une grande métropole de l'ouest américain et qui doit faire face aux vices des hommes de la grande ville. Ainsi, le personnage d'Alison Parker est en contradiction avec les femmes originaires de Los Angeles qui sont plutôt superficielles, tirées à quatre épingles, impeccablement coiffées et stylées, prêtent à tout pour la gloire et la reconnaissance (Amanda et par la suite Brooke sont l'exemple parfait).

## Personnalité
Alison est un personnage important de la série. Malgré sa réputation de femme naïve, et son rôle prédominant dans les intrigues amoureuses, elle est loin d'être un personnage fade.
C'est une femme avec une forte personnalité et dotée d'une sensibilité débordante. Alison représente « la fille d’à côté » une femme accessible qui déborde de générosité envers les gens qu'elle apprécie. Elle semble savoir ce qu'elle veut bien qu'elle n'ait pas toujours confiance en elle. Son côté hyperémotif la pousse parfois à prendre des décisions très graves qui peuvent avoir des conséquences sur sa vie personnelle ou même professionnelle. Elle se révèle souvent être très entière dans ces décisions et tente toujours de respecter ses principes de vie.

## Histoire du personnage

### Avant la série
Alison a trouvé son poste de réceptionniste au bout de 3 mois après être arrivée a Los-Angeles chez D&D Advertising. On apprend qu'Alison a 23 ans au début de la série. Elle est claustrophobe, elle a une collection de poupées. Alison a été reçue première de sa promo a l'université du Wisconsin d'où elle est native elle y étudia pendant 4 ans,.
Au lycée elle avait très peu d'amis elle se souciait beaucoup dû quand dira-t-on. Ce qu'elle finira par regretter.
Quand Alison était au lycée sa mère a eu un cancer du sein elle a subi (une double mastectomie) cet événement traumatisera Alison. La belle confiera que son adolescence a été perturbée par le comportement de son père qui avait des maîtresses au grand dam de sa mère.

### Saisons 1 à 2
« Nathalie m'a plaquée, elle a filé pendant la nuit et elle m'a laissé avec le loyer. ! »

— Alison se plaignant à Jane Mancini que sa colocataire Nathalie soit partie en pleine nuit sans aucune explication, Appartement à louer (saison 1, épisode 1)

#### Mon meilleur ami
Alison qui est à la recherche d'un colocataire tombe sur un certain Billy Campbell, Billy se manifeste pour l’appartement en effet avant de quitter Melrose Nathalie Miller qui est une amie de Billy va lui parler de son départ et de l'appartement. Très vite Billy emménage avec Alison. La colocation sera houleuse et hilarante en effet Alison tente d'imposer certaines règles de colocation. (conquête amoureuse, course alimentaire, couvercle des toilettes) ce qui Billy aura du mal à accepter, mais ils finissent par devenirs les meilleurs amis. Leur relation devient très vite ambiguë. Au moment où il commence à réaliser leurs attirances et leur sentiment naissant Alison s'entiche d'un biologiste. À l'occasion d'une ballade avec Jane elle fera la rencontre de ce biologiste Keith Grey c'est le coup de foudre. Il l'invitera à une conférence marine. Il commence alors une relation passionnée. Leur relation s'achève lorsqu'il lui apprend qu'il est toujours marié. Alison est effondrée. Très vite elle finit par renouer avec lui lorsqu'il lui fera part de son intention de divorcer.
La relation d'Alison créa des tensions entre elle et Jane qui n'approuve pas cette relation extra-conjugale.
Après mainte péripétie elle met fin à sa relation avec Keith, elle se rapproche de nouveau de Billy. Ses sentiments pour Billy s'intensifient lorsqu'elle subir une opération chirurgicale pour enlever un kyste en effet Billy ayant veillé sur elle comme un mari pour sa femme.

#### La rivale
Alison finit très vite par obtenir une promotion chez D&D Advertising, elle devient publicitaire à part entière et doit collaborer avec Amanda Woodward une cadre publicitaire. Alors qu'ils semblent envisager un avenir amoureux, très vite Amanda s'entiche de Billy :  elle le manipule lorsqu'elle tombe enceinte de lui au grand dam d'Alison. Ses relations avec elles vont ainsi devenir plutôt mauvaises et froides. Amanda devient sa rivale. Très vite Keith revient dans la vie d'Alison en lui disant qu'il est en instance de divorce et qu'il souhaite envisager un avenir avec elle. Après maintes péripéties, Billy finit par quitter Amanda et regagne le cœur d'Alison. Alors, Billy et Alison tentent de construire un avenir radieux.

«  J’étais loin de supposer qu'Amanda est du genre papillon mondain franchement je la voyais plutôt comme une mite ou une mente religieuse surement. Aaah Amanda le matin Amanda au travail Amanda le soir ya que l'épaisseur du plafond entre elle et moi. Pourquoi je dis ça on est quand même assez copine, Je suppose. On sait jamais trop avec Amanda... »

— Alison légèrement pompette se plaignant à son ex-amant Keith Greysuite a l'emménagement d'Amanda a Melrose, Le Persécuteur (saison 2, épisode 1)

#### Relation avec le persécuteur
Keith est de retour pour tenter de récupérer Alison. Aussi celui-ci devient un véritable sociopathe sadique, il a mal vécu leur rupture. Aux yeux de tous Keith apparaît comme un homme de belle apparence et charismatique, ce qui lui permettra de manipuler Alison Il finit par la harceler tout en se faisant passer pour son ami. Il tente de la violer. Il finit par se suicider en lui parlant dernière fois au téléphone. Cette expérience traumatise Alison qui s’éloigne à nouveau de Billy.

#### Moi, Steve McMillan, millionnaire, maître du monde
Aussi, elle se rapproche d'un client de l'agence Steve McMillan, un millionnaire qui tombe sous son charme. Steve Mcmillan est un homme d'affaires à succès qui a réussi dans le domaine de l'informatique, symbole d'un capitalisme moderne (néolibéralisme). Il a tout : l'argent, le pouvoir, mais il lui manque l'amour . Rapidement il s'entiche d'Alison et fera tout pour la séduire en lui vendant des paillettes. Alison étant toujours très amoureuse de Billy, elle se laisse séduire par Steve car elle est assez surprise de pouvoir attirer un homme de pouvoir. Elle est de plus en plus attirée par Steve même si elle tente de faire taire cette attirance. Steve se montre de plus entreprenant pour ne pas arranger les choses. Alison ne le freine pas ce qui rend Billy de plus en plus jaloux. Billy finit par lui poser un ultimatum soit elle arrête de voir Steve ou soit il la quitte. À la dernière minute Alison choisit Billy. Néanmoins étant toujours fragilisée par le suicide de Keith, elle se réfugie dans l'alcool.

#### Welcome to New York, viol et châtiment
Billy finit par être muté à New York et Amanda enfonce le clou (car elle n'a jamais accepté de se faire repousser par Billy pour Alison). À cela s'ajoute le profond égoïsme de Billy lorsqu'il prend l'initiative de s'occuper du déménagement d'Alison à New York sans lui en parler. Celle-ci est choquée et lui fera remarquer. Leur relation est au plus mal lorsque Alison décide de ne pas mettre ses rêves sa vie entre parenthèses pour aller vivre à New York. Encore une fois, leur amour est tellement fort et ils finissent par se retrouver. Ils décident ainsi de se marier pour consolider leur relations.
La présence de la famille d'Alison pour célébrer le mariage va raviver des cauchemars auxquels elle est confrontée. Elle se rappelle des viols subies par son père. Ainsi elle ne se présente pas à l'autel étant choquée et émotionnellement détruite, laissant Billy seul devant les invités. Elle trouve refuge auprès de sa sœur à San Francisco.

### Saison 3

#### Tendresse du loup Billy
Chez sa sœur Alison tente de la convaincre qu'ils doivent porter plainte contre leur père car c'est le seul moyen d'avancer et d'oublier le passé.
Son père réussit à rentrer par effraction chez sa sœur pour tenter de les convaincre d'oublier. Très vite Billy arrive et s'interpose ce qui permet au père d'Alison de partir.
Alison tente de rallier sa mère sans grand succès. Aussi elle préfère repousser le mariage pour essayer de mettre un point final à cette histoire. Billy ne l'entend pas ainsi et met fin à leur histoire. En effet il ne comprend pas pourquoi elle souhaite remuer le passé. Et au lieu de faire preuve de tendresse il fait preuve d'égoïsme flagrant en lui disant qu'il n'a plus le temps de mettre en suspens sa vie, pendant qu'elle tente de mettre de l'ordre dans son bagage émotionnel. Il veut qu'elle oublie et qu'elle avance avec lui.

#### Une dragonne nommée Amanda
Leur relation étant terminée, Billy est engagé au sein de l'agence D&D par Bruce appuyé par une Amanda motivée. Cette décision d'embaucher Billy est aussi liée au fait qu'Amanda sait pertinemment que cela contribue à consolider la dégradation de leurs relations (entre Alison et Billy) en se voyant 24h/24h . Cela est un moyen de finaliser sa vengeance, méthodiquement Amanda en profite pour semer la zizanie entre eux.
Amanda finit par embaucher une secrétaire qui se prénomme Elizabeth pour Billy et Alison. Néanmoins Alison voit mal la complicité naissante entre Billy et Elizabeth. Aussi Elizabeth ne semble vouloir travailler que pour Billy et dégrade le boulot d'Alison. Alison finit par se plaindre auprès d'Amanda celle-ci se presse de la licencier ce qui déplaît fortement à Billy qui se dispute avec Alison. Amanda ayant préméditée cette décision pour voir Alison et Billy se disputer.

#### L'Arriviste: Susan
Alison doit aussi faire face à la relation naissante entre sa meilleure amie Susan arrivée fraîchement à Los Angeles et Billy. Aussi Susan s'installe chez Alison le temps de retrouver un emploi en effet elle est venue s'installer à Los Angeles pour travailler dans un restaurant à Santa Barbara mais au dernier moment le chef annule l'embauche évoquant un problème du budget. Alison fait preuve de compassion et de gentillesse en lui proposant de s'installer chez elle. Néanmoins Susan se laisse séduire par Billy sans soucier véritablement d'Alison. Alison voit dans le comportement de Susan une trahison sachant que Susan savait qu'Alison avait toujours des sentiments pour Billy. De plus Susan n'a pas hésité à mentir à Alison pour tenter de lui cacher sa relation avec Billy. Alison les ayant vues s'embrasser par inadvertance. Alison ne se laisse pas faire et n'hésite pas à congédier Susan de chez elle en la mettant face à sa trahison. Le seul bémol est qu'elle se réfugie une seconde fois dans l'alcool.

#### Mauvais garçon
Alison fréquentera un certain Rick qui aura une mauvaise influence sur elle. Aussi alcool, bagarre, baignade nocturne et ivresse rythme son quotidien, Alison est méconnaissable. Le jour du procès qui oppose les Carter à Jo Reynolds, Alison arrivera en retard et saoul, ce qui rendra Jo folle furieuse sachant que Jo considère Alison comme sa meilleure amie et lui demandera même d'être sa marraine. Leur amitié sera ainsi brisée elles se reparleront par la suite mais ne seront plus aussi proches. À bout de nerfs, menacé par Amanda d'un licenciement, sans amis elle décide de suivre une réhabilitation dans un centre. ce qui mettra fin a sa relation avec Rick le mauvais garçon.

#### Coup de foudre a L.A
En cure, elle fera la rencontre du joueur de foot sexy Terry Parsons, il s'agira d'un coup de foudre surprise. Ils vivront une relation assez passionnelle. Elle va ainsi vaincre sa dépendance à l'alcool. Au même moment Billy se sépare de Susan, car il découvre qu'il est toujours fous amoureux d'Alison. Billy tente de nouveau de se rapprocher d'elle mais Alison préfère vivre sa nouvelle histoire d'amour. Elle préfère cacher la vérité à Billy. Alison a du mal à accepter la célébrité de terry. Néanmoins après une tromperie de sa part elle le quitte et veut tenter une nouvelle fois sa chance avec Billy.

#### La louve des Champs Elysées de l'Ouest
Alison va prendre les rênes de l'agence D&D après qu'Amanda dut s’éloigner pour soigner son cancer. Son prix gagné lors des oscars de la publicité joue en sa faveur.
Au départ Alison maîtrise la situation de mains de maîtresse. Aussi elle se transforme en véritable louve dans le milieu publicitaire. Elle dirige l'agence d'une main de fer tous semble aller pour le mieux, les actionnaires sont satisfaits de son travail, . Mais la situation se dégrade quand sur les conseils de Billy elle reprend Amanda.
Amanda lui tend un piège digne de machiavel avec l'aide d'une Brooke déloyale embauchée entre-temps par Alison.Très vite elle n'arrive pas à coordonner sa vie personnelle et professionnelle. Elle va être déchue de son poste de présidente par une Amanda revancharde. Finalement elle comprend que c'est une bonne chose car pour diriger une société de publicité il faut être capable d’être sans cœur pour prendre des décisions.

#### Match Point Alison
Aussi par l’intermédiaire de Brooke elle va décrocher un poste dans l'entreprise Armstrong. Brooke va en profiter pour éloigner Alison de Billy par l’intermédiaire de son père, car Brooke a commencé une relation passionnelle et secrète avec celui-ci.
Cette embauche n'était qu'un leurre pour éloigner Alison de Billy. Rapidement Alison sera mutée à Hong Kong grâce un plan machiavélique émanant de Brooke et de son père. Alors que Brooke atteint son but et s’apprête à échanger ses vœux de mariage avec Billy, Alison arrive au bon moment pour arrêter le mariage mais celui-ci choisit d'épouser Brooke et congédie Alison. Cette manigance de Brooke lui permet ainsi de remporter le match, même Amanda peut être incluse dans ce match ayant posé les bases de cette manigance. De retour à Los Angeles, n'ayant que ses larmes pour pleurer, elle se réfugie de nouveau dans l'alcool. Elle finit par perdre la vue lors de l'explosion du complexe Melrose.

### Saison 4
Ayant perdu la vue, Alison s'installe chez Jane. Billy tente de renouer une relation avec Alison car il se sent coupable. Néanmoins celle-ci ne veut plus être traitée comme une victime et elle le rejette à plusieurs reprises. De plus elle menace d'intenter un procès à Amanda pour licenciement abusif si elle ne la réembauche pas . Amanda s'empresse de la reprendre. Leur relation s'apaise définitivement.
De plus elle commence une relation avec Haley Armstrong, le père de Brooke, ils tombent amoureux et se marient. Entre-temps elle recouvre la vue. Haley finit par mourir et se fait écarter du testament. Elle va faire face à la colère d'une Brooke survoltée alors que Billy finit par quitter Brooke pour Alison dans le but de donner une nouvelle chance à leur relation. Alison préfère le repousser car elle ne souhaite pas blesser Brooke mais au contraire l'aider. Après le décès de Brooke elle préfère s’éloigner de Billy car depuis la disparition de celle-ci il change de comportement et devient un vrai requin au boulot. Alison ne le reconnaît pas, elle quitte D&D même après la dissuasion d'Amanda.
Elle souhaite s’éloigner de ce monde de vice. Elle trouve du boulot dans le bar de Jack en tant que serveuse. Leur amitié laisse place à une relation passionnelle et stable mettant un terme à sa relation avec Billy.

### Saison 5
Sa relation avec Jack va devenir assez sérieuse, néanmoins ils n'osent pas avouer leur relation à leurs amis (Billy et Jane) de peur qu'ils ne comprennent pas. Lorsque Jane, va l'apprendre elle va mener la vie dure au couple avant de finir par accepter leur relation. Alison finit par tomber enceinte mais ne sait pas si elle souhaite garder le bébé. En effet, en acceptant la vie que Jack lui promet, elle a l'impression de renoncer à ses rêves, Alison ayant quitté son Wisconsin natal pour devenir une superstar de la publicité. Leur relation atteint son paroxysme et elle trouve refuge chez Amanda puis finit par nouer une relation solide avec celle-ci.
Après maintes péripéties elle retourne avec Jack et ils décident de se marier néanmoins elle finit par perdre le bébé et devient stérile. Sachant que Jack souhaite fonder une famille elle le pousse à se mettre en couple avec sa première compagne avec qui il a eu un fils par le passé. Même si pendant un temps elle envisage l'adoption. Alison finit par imaginer un plan assez machiavélique où elle fait croire à Jack qu'elle le trompe avec la complicité d'un ami. Le plan marche à merveille Jack décide de la quitter et retourne avec son ex-compagne. Alison quitte Los Angeles pour Atlanta. Elle donne un baiser d'adieux mémorable à Billy dans l’aéroport.

### Choix de l'interprète
En plus de Courtney Thornes-Smith, l'actrice Courteney Cox était pressentie pour le rôle.